# Veracidad de las declaraciones de Donald Trump

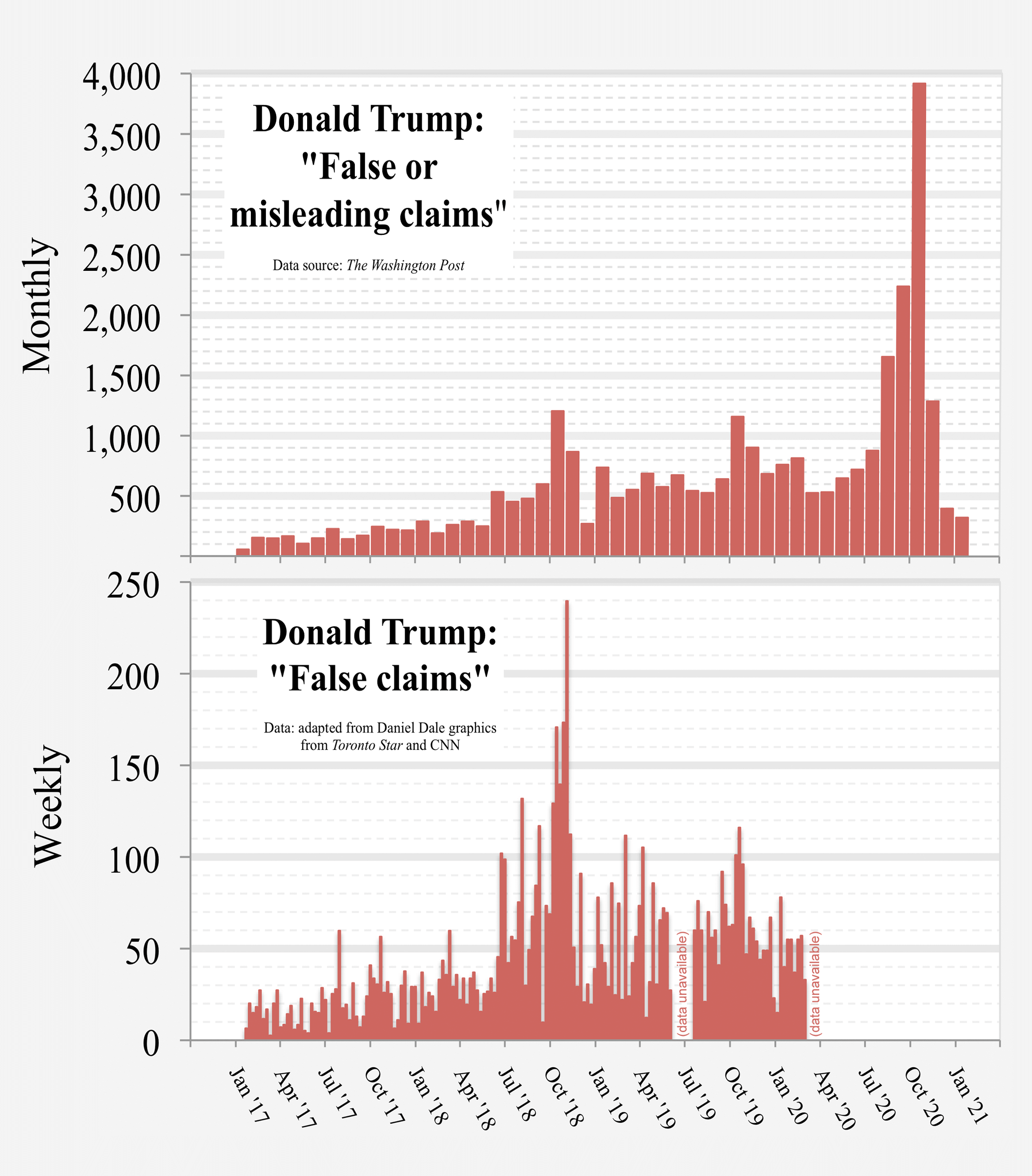
Los verificadores de hechos de The Washington Post y el Toronto Star recopilaron datos sobre «afirmaciones falsas o engañosas» y «afirmaciones falsas», respectivamente. Los picos registrados a fines de 2018 corresponden a las elecciones de mitad de período, y a fines de 2019, durante el inicio de su investigación de juicio político. El Post reportó 15 413 afirmaciones falsas o engañosas en 1055 días, un promedio de aproximadamente 14,6 por día.

Donald Trump ha hecho muchas declaraciones falsas o engañosas, incluidas miles durante su presidencia. Los comentaristas y los verificadores de hechos han descrito esto como «sin precedentes» en la política estadounidense, y la constancia de estas falsedades se ha convertido en una parte distintiva de su identidad en el mundo de los negocios y la política. Es conocido que Trump ha hecho declaraciones controvertidas, y posteriormente negó haberlas dicho, y para junio de 2019, muchas organizaciones de noticias decidieron comenzar a describir algunas de esas falsedades, directamente, como mentiras. The Washington Post publicó que la frecuente repetición de afirmaciones falsas de Trump equivale a una campaña basada en la desinformación.
Como parte de los intentos de revocar el resultado de las elecciones presidenciales de Estados Unidos de 2020, Trump y sus aliados afirmaron repetida y falsamente que había habido un fraude electoral masivo y que Trump realmente había ganado las elecciones. Su esfuerzo fue caracterizado por algunos como una implementación de «la gran mentira». El 31 de enero de 2021, se publicó en The New York Times una descripción detallada del intento de subvertir la elección del presidente de los Estados Unidos.

## En el mundo de los negocios
A los pocos años de expandir el negocio de inversiones inmobiliarias de su padre en Manhattan, a principios de la década de 1970, Trump atrajo la atención de The New York Times por su estilo descarado y controvertido, en 1976 ya era un inversor inmobiliario en observación: «Sus acuerdos son teatrales, pues no terminan de concretarse. Hasta ahora, la principal beneficiaria de esa creatividad ha sido su propia imagen pública».[cita requerida]

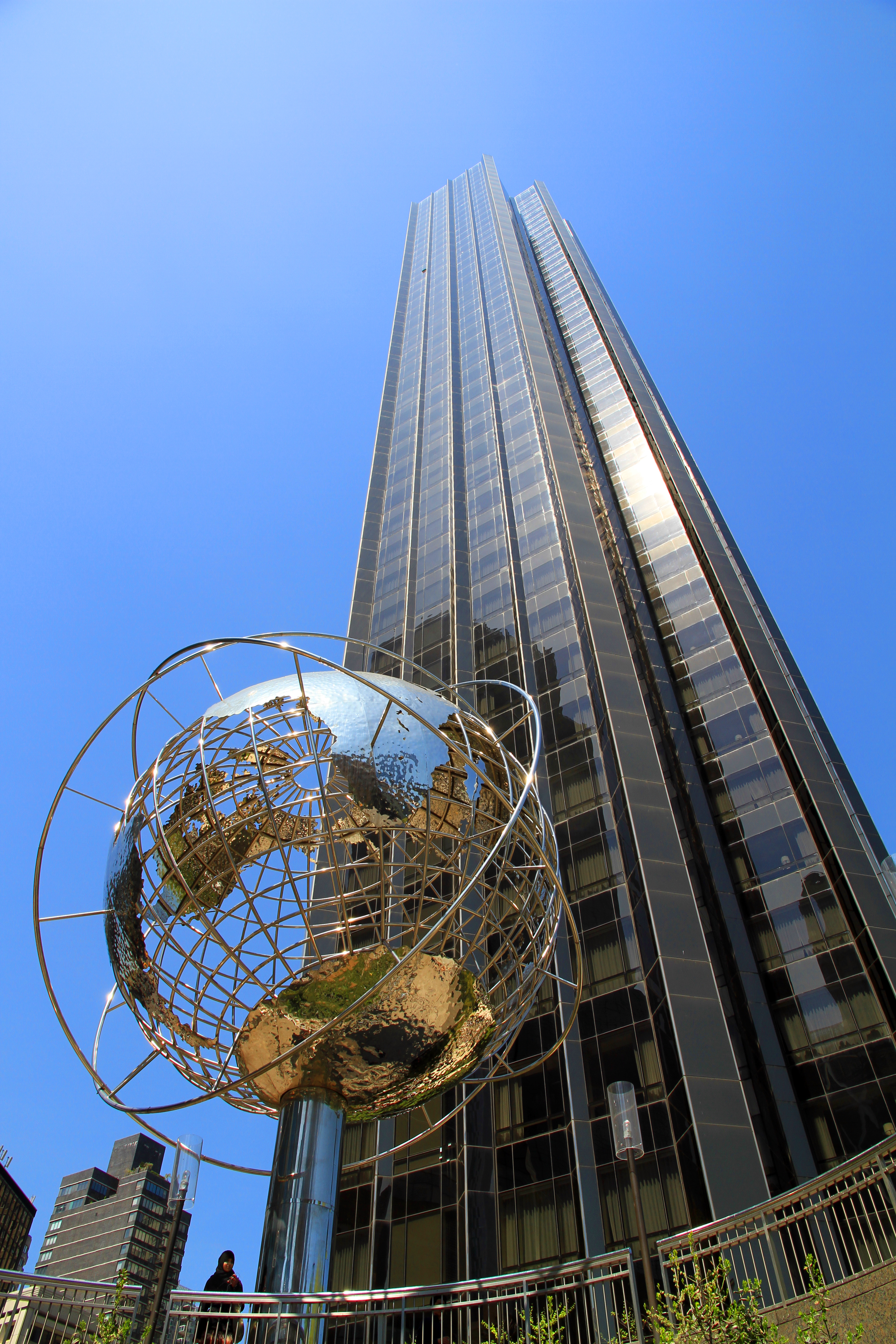
Hotel Trump de la rotonda o glorieta de Colón en la ciudad de Nueva York

Der Scutt, el prominente arquitecto que diseñó la Torre Trump, dijo sobre Trump en 1976: «Es extremadamente agresivo cuando vende, tal vez hasta el punto de llegar a la sobreventa. Como él diría, los centros de convenciones son lo más grande que hay en el mundo, cuando realmente no lo son. Él exagerará con el solo propósito de hacer una venta». Por su parte, el arquitecto Philip Johnson dijo en 1984 que Trump a menudo mentía.
En 2018, el periodista Jonathan Greenberg dio a conocer grabaciones de audio de 1984 en donde Trump, haciéndose pasar por su portavoz John Barron, hizo afirmaciones falsas de su riqueza para asegurarse una posición más alta en la lista Forbes 400 de estadounidenses ricos, incluyendo asegurar que poseía más del 90 % de los negocios de su familia.
Un perfil GQ de Trump, en 1984, lo citó diciendo que él era el dueño de la manzana entera, ubicada entre las calles Central Park South y Avenue of the Americas. GQ señaló que en realidad los únicos dos edificios que realmente eran de Trump en dicha zona, eran menos de un sexto de la manzana en mención.
Alair Townsend, exdirector de presupuesto y vicealcalde de la ciudad de Nueva York durante la década de 1980, y exeditor de Crain's New York Business, dijo: «No le creería a Donald Trump ni aún si su lengua fuera certificada por un notario». Tiempo después Leona Helmsley repitió como propia esta frase, cuando habló sobre Trump en una entrevista de noviembre de 1990 en la revista Playboy.
Cuando el mercado de valores se desplomó en octubre de 1987, Trump le dijo a la prensa que había vendido todas sus acciones, un mes antes, y que no había sufrido pérdidas. Pero las publicaciones de la Comisión de Bolsa y Valores mostró que aún poseía grandes participaciones en algunas compañías. Forbes calculó que Trump había perdido 19 millones de dólares, solo en sus resorts internacionales.
Desafiando las estimaciones que se hacían sobre su auténtico patrimonio neto, que él consideró demasiado bajas, en 1989 Trump dijo que él estaba muy poco endeudado. Sin embargo, la agencia de noticias Reuters informó que a principios de 1990 Trump debía 4 mil millones de dólares, a más de 70 bancos.
En 1997, Ben Berzin Jr., a quien se le había encargado recuperar al menos parte de los 100 millones de dólares que su banco le había prestado a Trump, dijo: «Durante el tiempo que traté con el señor Trump, me sorprendió continuamente su dominio de la ética situacional (actuar moralmente según convenga en el momento). Él no parece ser capaz de diferenciar entre realidad y ficción».
David Fahrenthold investigó la larga historia de afirmaciones de Trump sobre sus donaciones caritativas, y encontró poca evidencia de que las afirmaciones fueran verdaderas. Tras el informe de Fahrenthold, el fiscal general de Nueva York abrió una investigación sobre las prácticas de recaudación de fondos de la Fundación Donald Trump, y finalmente emitió un «aviso de violación», ordenando a la fundación que dejara de recaudar dinero en Nueva York. La fundación tuvo que admitir que participó en prácticas de autocontratación para beneficiar a Trump, a su familia y a sus empresas. Fahrenthold ganó el Premio Pulitzer 2017 en la categoría reportajes nacionales, por su cobertura periodística de las supuestas donaciones caritativas de Trump, y arrojando «dudas sobre las afirmaciones de generosidad de Donald Trump hacia organizaciones de beneficencia».
En 1996, Trump afirmó que había apostado un millón de dólares, en una apuesta 20 a 1, en un combate de boxeo por el título de peso pesado en Las Vegas, entre Evander Holyfield y Mike Tyson. El periódico Las Vegas Sun estableció que, «si bien todos se cuidaron de no llamar mentiroso a Trump», ninguna de las personas en conocimiento sobre el mundo de las apuestas tuvo conocimiento alguno de que tal apuesta realmente se hubiera realizado.
Un artículo de 1998 del New York Observer, titulado «El astuto Donald Trump vence a Jerry Nadler en el juego de la política» en el cual informó que «Nadler había llamado rotundamente “mentiroso” a Trump», citando a Nadler quien decía: «Trump obtuvo 6 millones de dólares [en fondos federales] a la madrugada, cuando nadie sabía nada al respecto», aprovechándose de una provisión de 200 000 millones de dólares prevista en una ley federal de transporte.
Promoviendo su Universidad Trump después de su creación en 2004, Trump afirmó que elegiría a todos y cada uno de sus instructores. Michael Sexton, expresidente de la empresa, declaró en una declaración en 2012 que Trump jamás seleccionó a ninguno de los instructores.
 

Trump a menudo aparecía en los periódicos sensacionalistas de Nueva York. Recordando su carrera para la columna del New York Post llamada Page Six, Susany Mulcahy dijo a Vanity Fair en 2004: «Escribí bastante sobre él, pero en realidad me sentaba y me asombraba con qué frecuencia la gente escribía acerca de él de una manera completamente crédula. Era un gran personaje, pero era pura basura, el 90 por ciento del tiempo». (Trump le declaró a la revista: «Estoy de acuerdo con ella al 100 por ciento»). Durante una deposición en 2005 dentro de una demanda judicial por difamación que inició sobre su valor bursátil, Trump dijo: 
«Mi valor neto fluctúa, y sube y baja con los mercados y con actitudes y sentimientos, incluso mis propios sentimientos... y eso puede cambiar rápidamente de un día a otro».
Barbara Res, una exvicepresidenta ejecutiva de la Organización Trump que trabajó para Trump de 1978 a 1998, dijo que «le decía al personal sus mentiras ridículas, y después de un tiempo, ya nadie creía ni una sola palabra de lo que decía».

## The Art of the Deal
Tony Schwartz es un periodista que fue el escritor fantasma del libro Trump: The Art of the Deal (Trump: El arte de la negociación). En julio de 2016, Jane Mayer entrevistó a Schwartz para dos artículos en The New Yorker. En ellos describió a Trump, quien en ese momento se postulaba para presidente, de un modo muy desfavorable, y describió cómo se arrepintió de haber escrito The Art of the Deal.

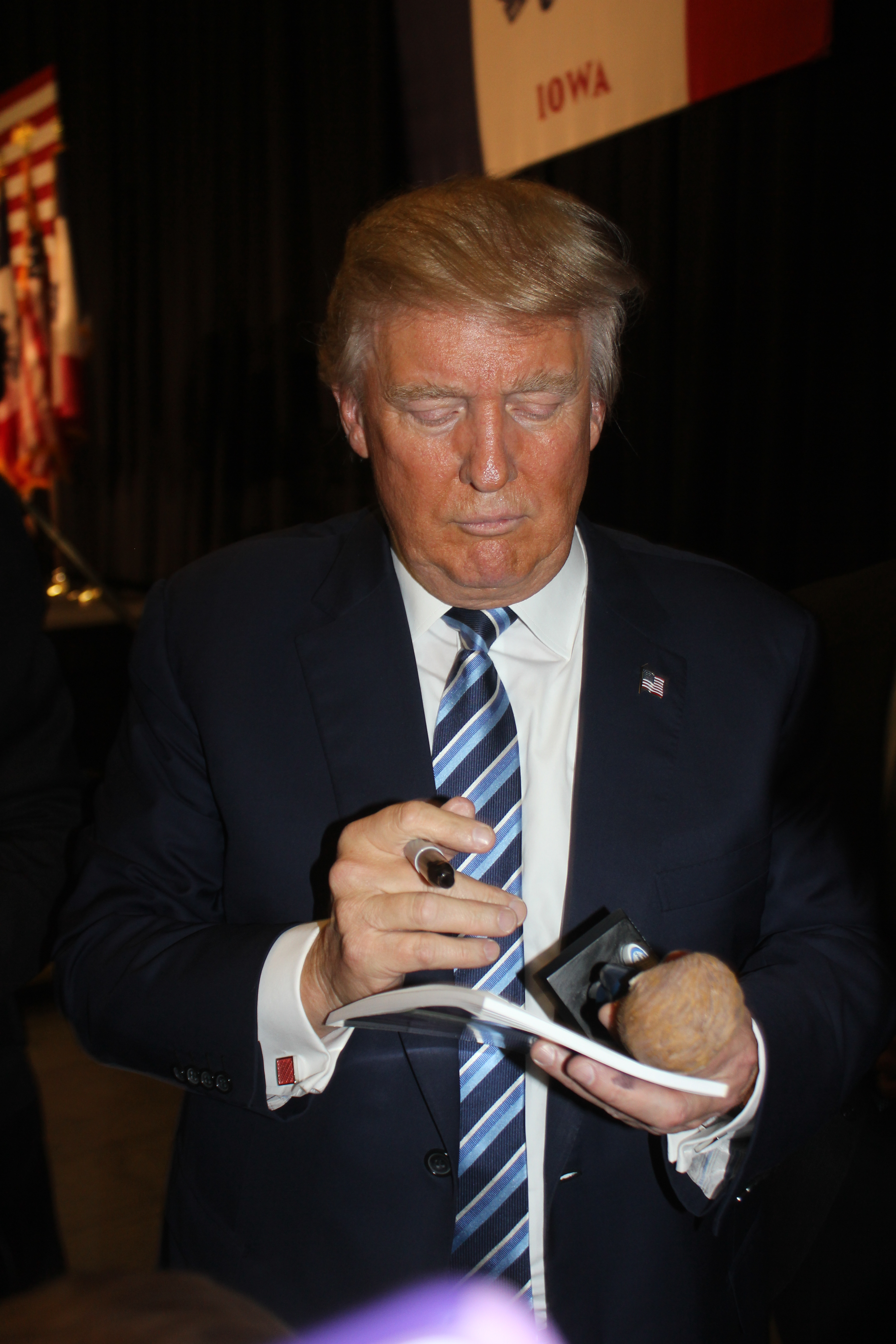
Trump firmando autógrafos en 2015

Cuando Schwartz escribió The Art of the Deal, escribió la frase «hipérbole veraz» como un «eufemismo ingenioso» para describir la «débil relación de Trump con la verdad». Este pasaje del libro proporciona el contexto, con las transcripción textual de las propias palabras de Trump: «Juego con las fantasías de la gente... La gente quiere creer que algo es lo más grande, lo más importante y lo más espectacular. Lo llamo hipérbole veraz. Es una forma inocente de exageración, y es una forma muy efectiva de promoción». Schwartz declaró que Trump «amaba esa frase».
Schwartz dijo que el «engaño» nunca es «inocente». Y añadió: «Hipérbole veraz es una contradicción en sí misma. Es una forma de decir: «Es mentira, pero ¿a quién le importa?». Schwartz reiteró sus críticas en los programas Good Morning America y Real Time con Bill Maher, diciendo que lo que él había hecho fue «ponerle lápiz labial a un cerdo».
Temiendo que los sentimientos antialemanes durante y después de la Segunda Guerra Mundial afectaran negativamente su negocio, Fred Trump comenzó a decir que en realidad era de ascendencia sueca. La mentira fue repetida por el hijo de Fred, Donald, a la prensa y en The Art of the Deal, afirmó que su abuelo, Friedrich Trump, «llegó aquí de niño desde Suecia». En el mismo libro, Donald Trump también dijo que su padre había nacido en Nueva Jersey. Más tarde, Trump dijo: «Mi padre es alemán. ¿quedó claro? Era alemán, y nació en un lugar maravilloso en Alemania, y tengo un gran afecto por Alemania». En realidad el padre de Trump nació en el barrio del Bronx, en Nueva York.

## La campaña presidencial 2016
A los seis meses del anuncio de Trump de lanzarse por la candidatura presidencial, FactCheck.org declaró a Trump el «Rey de los Whoppers» (El rey de los mentirosos extravagantes), afimando que:
«En los 12 años de existencia de FactCheck.org, nunca hemos visto algo así. Se destaca no solo por el gran número de afirmaciones objetivamente falsas, sino también por negarse descaradamente a admitir errores, cuando se le demuestra que está equivocado».
Trump ha promovido una serie de teorías de conspiración que carecen de sustento. Estas han incluido las teorías de conspirativas sobre la ciudadanía de Barack Obama, en 2011. Conocidas como teorías del «nacimiento», las cuales alegaban que Barack Obama no había nacido en EE. UU. En 2011, Trump se atribuyó el crédito por haber presionado a la Casa Blanca para que hiciera público el certificado de nacimiento de «forma íntegra» de Obama, al tiempo que planteaba dudas sobre su autenticidad, aunque en 2016 finalmente admitió que Obama era un ciudadano estadounidense nacido en Hawái. Más tarde declaró falsamente que había sido Hillary Clinton quien en realidad había comenzado a difundir la teoría del «nacimiento».

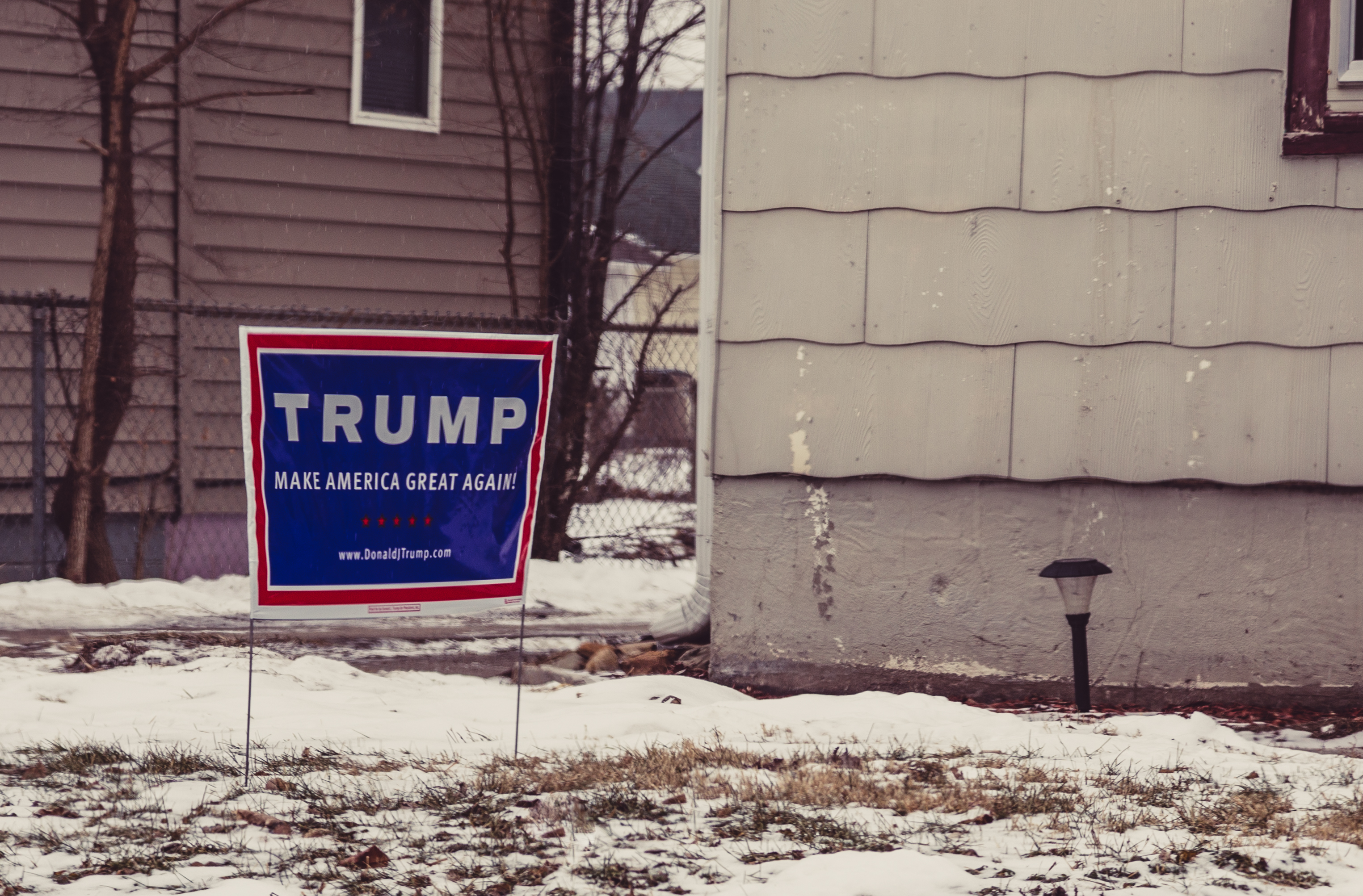
Cartel de propaganda política de la campaña presidencial 2016.

En 2016, Trump sugirió que el padre de Ted Cruz estuvo involucrado en el asesinato de John F. Kennedy. También afirmó que perdió el voto popular en las elecciones de 2016 solo por los «millones» de votantes ilegales que habían votado en las elecciones.
Trump afirmó repetidamente en la carrera electoral de 2015 que la tasa de desempleo real, de alrededor del 5 %, «no era reflejo [de la realidad]... He visto números del 24 %, en realidad vi cifras del 42 % de desempleo». PolitiFact calificó esta afirmación como «Pants on Fire» (mentir tan descaradamente que los pantalones se prenden fuego), dándole la calificación correspondiente a las más atroces falsedades. Jeremy Adam Smith, escribiendo para la revista Greater Good, dijo que las falsedades de Trump pueden ser «mentiras azules», que «se dicen en nombre de un grupo, que en realidad puede fortalecer los lazos entre los miembros de ese grupo». Como resultado, postuló que la deshonestidad de Trump no le hace perder apoyo dentro de su base política, aun cuando «se ponga furioso y confunda a la mayoría de los demás».
En noviembre de 2015, Andrew Kaczynski de Buzzfeed News informó que Trump, a pesar de haber afirmado tener la mejor memoria del mundo, en realidad tenía un historial de «olvidar convenientemente» a personas u organizaciones a su antojo. En julio de 2016, Linda Qiu de PolitiFact también señaló que, a pesar del alarde de Trump por su memoria, «parece sufrir ataques de amnesia cuando se trata de sus propias declaraciones». Tanto Kaczynski como Qiu citaron ejemplos de Trump afirmando que no sabía nada sobre el exlíder del Ku Klux Klan, David Duke, a pesar de declaraciones suyas anteriores que mostraban claramente que sabía quién era Duke.

## Presidencia

### Verificando lo que Trump dice
Las declaraciones de Trump como presidente han involucrado a una gran cantidad de verificadores de hechos. Tony Burman escribió: «Las falsedades y distorsiones pronunciadas por Trump y sus altos funcionarios han indignado particularmente a los periodistas por lo cual han sido cuestionados, lo que ha resultado en una creciente profusión de “verificadores de hechos” y reportajes de investigación». La situación está empeorando, como lo describe la periodista Ashley Parker, ganadora del Premio Pulitzer: «El presidente Trump parece estar diciendo más y más cosas que no son ciertas».

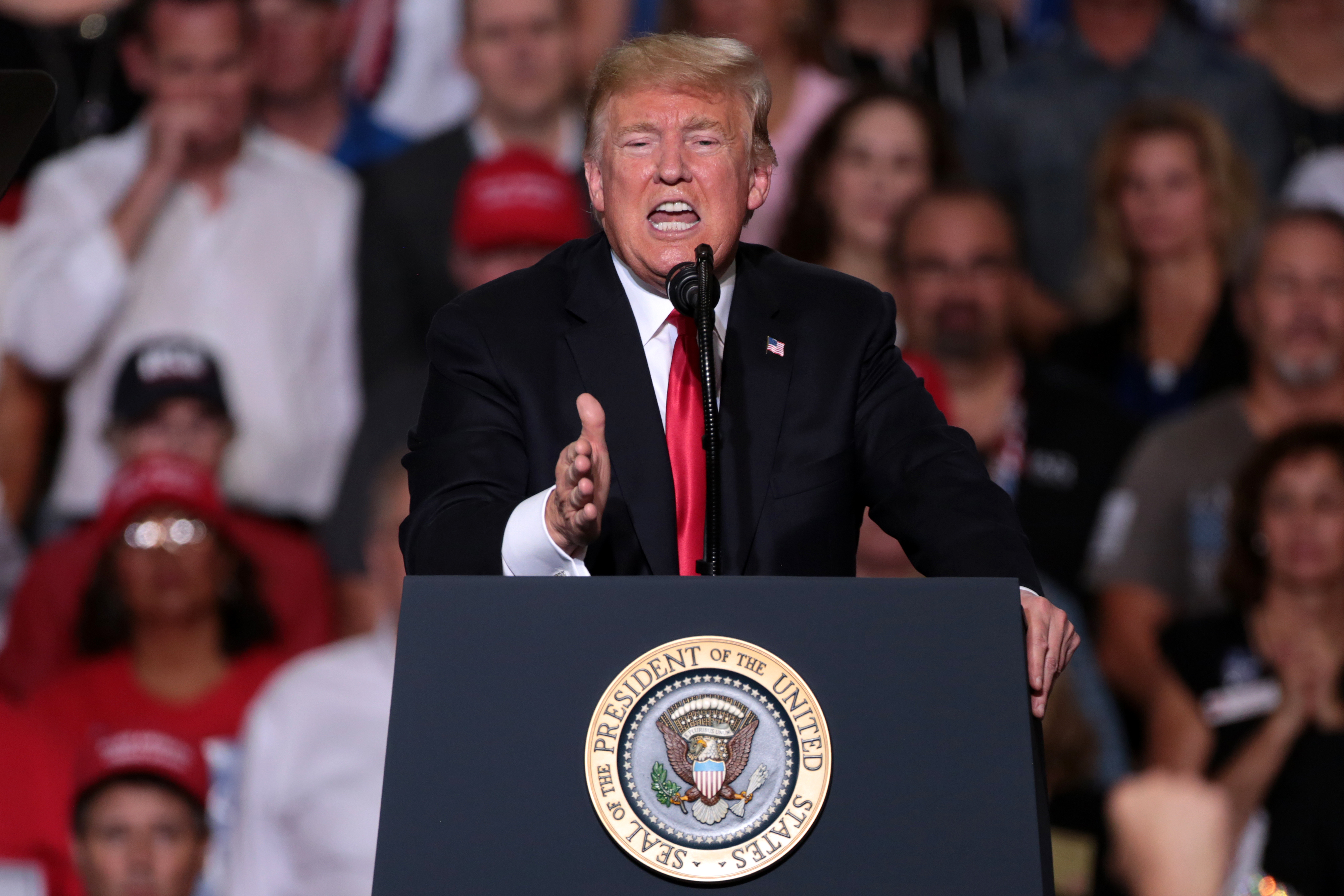
El presidente Trump en la ciudad de Mesa, Arizona (2018)

Glenn Kessler dijo en 2017 que en su trabajo como verificador de datos para The Washington Post, no había comparación entre Trump y otros políticos. Las peores calificaciones que habían recibido otros políticos, oscilaba entre el 15 al 20 por ciento de sus afirmaciones, pero Kessler le tuvo que dar a Trump entre un 63 y un 65 por ciento de falsedades. Kessler escribió que Trump era el político más cuestionado por los hechos que había conocido y lamentó que «el ritmo y el volumen de las declaraciones erróneas del presidente fuera tal que no se les podía seguir el ritmo».
El verificador de hechos de The Washington Post tuvo que crear una nueva categoría de falsedades en diciembre de 2018, el «Pinocho sin fondo», para las falsedades que se han repetido al menos 20 veces (tan a menudo «que no hay duda de que el político es consciente de que sus hechos están equivocados»). Trump fue el único político que cumplió con dicha nueva categoría, con 14 declaraciones que calificaron de inmediatamente con este estándar. Según The Washington Post, Trump ha repetido algunas falsedades tantas veces que se ha involucrado efectivamente en una verdadera campaña de desinformación.
El profesor Robert Prentice resumió las opiniones de muchos verificadores de hechos: 

«Aquí está el problema: como el verificador de hechos Glenn Kessler señaló en agosto, mientras que Clinton miente tanto como un político promedio, las mentiras del presidente Donald Trump “rompen todos los récords”. Ningún político prominente que se recuerde, supera a Trump en lanzar mentiras espectaculares, atroces y fáciles de refutar. La cuestión del nacimiento. El reclamo de fraude electoral. La cuestión de cuántas personas asistieron a la posesión presidencial. Y la cosa sigue y sigue y sigue. Cada verificador de hechos —Kessler, Factcheck.org, Snopes.com, PolitiFact— encuentra un nivel de mentiras inigualable por cualquier otro político jamás analizado. Por ejemplo, el 70 por ciento de sus declaraciones de campaña verificadas por PolitiFact eran en su mayoría falsas, totalmente falsas o extremadamente falsas (“pantalones en llamas”)».

 A finales de 2018, Kessler proporcionó un resumen rápido de la tasa acelerada de declaraciones falsas de Trump durante el año: 

«Trump comenzó 2018 a un ritmo similar al del año pasado. Hasta mayo, generalmente promediaba entre 200 y 250 anuncios falsos por mes. Pero su tasa explotó repentinamente en junio, cuando superó las 500 falsedades, ya que parecía cambiar al modo campaña presidencial. Pronunció casi 500 más en julio y agosto, casi 600 en septiembre, más de 1.200 en octubre y casi 900 en noviembre. En diciembre, Trump retrocedió a un promedio de 200».

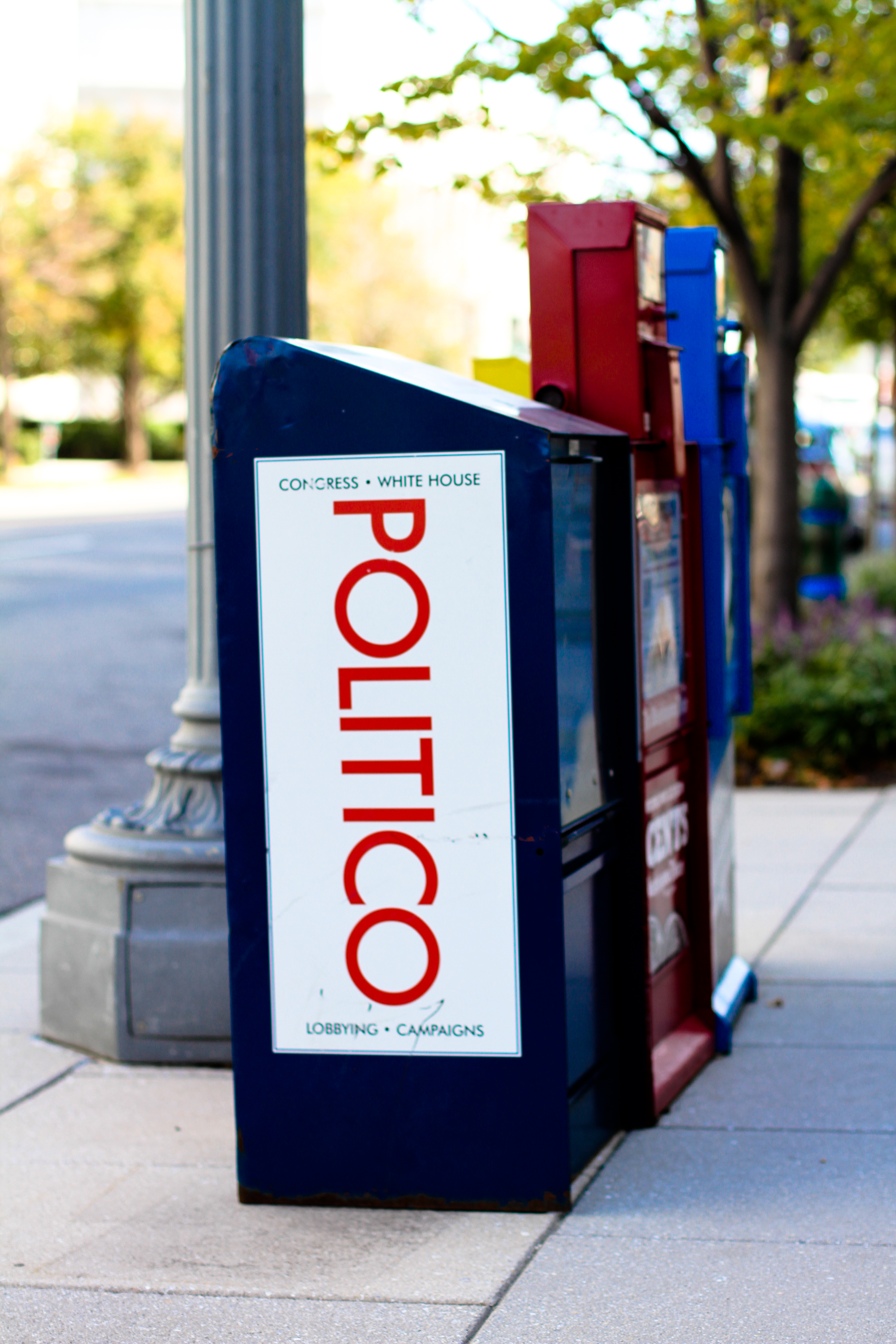
Máquinas expendedoras de periódicos en Washington D. C.

Varios sitios importantes de verificación de hechos regularmente verifican hechos de Trump, incluyendo: 
- PolitiFact,[74] que otorgó a Trump su «Mentira del año» en 2015,[75] 2017[76] y 2019.[77]
- FactCheck.org,[78] denominó a Trump el «Rey de los Whoppers» (Rey de las mentiras extravagantes) en 2015.[79]
- The Washington Post dijo que en diciembre de 2019 Trump había hecho más de quince mil cuatrocientas trece (15 413) afirmaciones falsas o engañosas como presidente;[1] un promedio de, aproximadamente, 14,6 declaraciones por día.
- The Toronto Star, publicó que, hasta mayo de 2019, Trump había hecho casi 5000 declaraciones falsas desde su toma de posesión.[80]

Ya en el verano de 2018, los medios de comunicación debatían si usar la palabra «mentira» para describir las falsedades de Trump. Sin embargo, en junio de 2019, muchas organizaciones de noticias, incluidas CNN, Star Tribune, Financial Times, Los Angeles Times, Chicago Tribune, The New Yorker y Foreign Policy, habían comenzado a describir algunas de las declaraciones falsas de Trump como mentiras. El Toronto Sun fue uno de los primeros medios en usar la palabra «mentira» para describir las declaraciones de Trump, y continúa haciéndolo con frecuencia. Aun así, algunas organizaciones han seguido evitando el término. Glenn Kessler, autor de la columna «Fact Checker en The Washington Post, ha usado la palabra «mentira» solo una vez para describir las declaraciones de Trump, aunque a veces ha usado otra terminología que implica mentir.
Ya el 9 de octubre de 2019, el equipo de verificación de datos de The Washington Post ha documentado que Trump ha «dicho 13 435 declaraciones falsas o engañosas en 993 días». El 18 de octubre de 2019, el boletín del Washington Post Fact Checker resumió la situación: 

«Mil días de Trump.
A menudo escuchamos a lectores que se preguntan cómo aumenta la inclinación por las falsedades del presidente Trump, en comparación con los anteriores presidentes. Pero no hay comparación: Trump juega en liga propia. Engaños, desviaciones, manipulaciones, revisionismos, jactancias absurdas y, en algunos casos, mentiras demostrables, son elementos fundamentales para su forma de hacer política».

### Encuestas de credibilidad
Según una encuesta de CNN-SSRS de septiembre de 2018, solo el 32 % de los estadounidenses considera que Trump es honesto y confiable, la peor lectura en la historia de las encuestas de CNN. El número era del 33 % el día de las elecciones, el 8 de noviembre de 2016.

### Comentario y análisis
Como presidente, Trump ha hecho frecuentemente declaraciones falsas en discursos y comentarios públicos. Trump pronunció «al menos un reclamo falso o engañoso por día en 91 de sus primeros 99 días» en el cargo de acuerdo con The New York Times, y 1.318 en total en sus primeros 263 días en el cargo de acuerdo con la política «Fact Checker» columna de análisis de The Washington Post. Según el recuento del Post, a Trump le tomó 601 días llegar a 5.000 declaraciones falsas o engañosas y otros 226 días alcanzar la marca de 10.000. Durante las siete semanas previas a las elecciones de mitad de período, aumentó a un promedio de 30 por día desde 4.9 durante sus primeros 100 días en el cargo. The Washington Post descubrió que Trump promedió 15 declaraciones falsas por día durante 2018.
El consejo editorial de The New York Times ha criticado con frecuencia la deshonestidad de Trump. En septiembre de 2018, la junta lo llamó «un presidente sin una relación clara con la verdad». Al mes siguiente, la junta publicó un artículo de opinión titulado: «Donald Trump Is Lyin' Up a Storm» (Donald Trump es una tormenta de mentiras).
En la revista Psychoanalytic Dialogues (Diálogos Psicoanalíticos), el Dr. Donnel B. Stern comentó sobre las falsedades de Trump durante su presidencia. Stern escribió que «Donald Trump miente tan a menudo, que algunos se han preguntado si ha envenenado el pozo [...] Es previsible que los políticos manipulen la verdad. Pero Trump es un animal completamente diferente. Él miente como política personal. Miente para obtener lo que quiere, y claramente se siente completamente justificado en hacerlo... Él dirá cualquier cosa para complacer lo que llama “sus bases” e inflar su propio sentido de importancia».
El entonces director del FBI, James Comey tuvo frecuentes conversaciones con Trump, y en su primera entrevista importante, después de su despido describió a Trump como un mentiroso en serie que dice mentiras «desconcertantes e innecesarias»: 

«A veces miente de maneras obvias, a veces dice cosas que quizás no sepamos si son verdaderas o falsas y luego hay un espectro de matices entre medio... él es alguien para quien la verdad no es algo valioso».

 El comentarista de The Washington Post Greg Sargent señaló ocho casos, en los que funcionarios del gobierno repitieron mentiras o inventaron información engañosa, para respaldar las falsedades afirmadas por Trump, incluyendo varias afirmaciones falsas sobre terroristas que cruzan o intentan cruzar la frontera mexicana, o que una reducción de impuestos a la clase media del 10 % había sido aprobada, o un video manipulado que pretendía justificar el retiro del periodista Jim Acosta, de la sala de prensa de la Casa Blanca.

### Temas específicos

#### Multitud en la ceremonia de posesión
La presidencia de Trump comenzó con una serie de falsedades originadas por el propio Trump. El día después de su investidura, acusó falsamente a los medios de mentir sobre el tamaño de la multitud de la inauguración. Luego exageró el tamaño, y el secretario de prensa de la Casa Blanca, Sean Spicer, respaldó sus afirmaciones. Cuando Spicer fue acusado de expresar erróneamente las cifras intencionalmente, Kellyanne Conway, en una entrevista con Chuck Todd de NBC, defendió a Spicer afirmando que simplemente presentó «hechos alternativos», a lo que Todd le contraargumentó diciendo: «Los hechos alternativos no son hechos; son falsedades».

#### Resultados de las elecciones
Trump continuó afirmando que su victoria en el colegio electoral fue un éxito arrollador, pues en tres de los estados en que no ganó en las elecciones de 2016 hubo «grave fraude electoral grave», y que Hillary Clinton había recibido 3 a 5 millones de votos ilegales. Trump hizo acusaciones de escuchas telefónicas en la Torre Trump en marzo de 2017, que el Departamento de Justicia refutó dos veces. En enero de 2018, Trump afirmó que los textos entre los funcionarios del FBI, Peter Strzok y Lisa Page, eran equivalentes a «traición», pero The Wall Street Journal los revisó y concluyó que los textos «no evidencian conspiración alguna contra» Trump.

#### Despido del director del FBI
El 9 de mayo de 2017, Trump despidió a James Comey, el director de la Oficina Federal de Investigaciones, declarando que había aceptado las recomendaciones del fiscal general de los EE. UU. Jeff Sessions, y el fiscal general adjunto Rod Rosenstein para despedir a Comey. En sus respectivas cartas, ni Trump, ni Sessions, ni Rosenstein mencionaron el tema de una investigación que el FBI estaba adelantando sobre los vínculos entreasociados de Trump y funcionarios rusos, y a cambio, Rosenstein escribió que Comey debería ser despedido por su manejo de las conclusiones de la investigación del FBI sobre la controversia acerca del correo electrónico de Hillary Clinton, mientras que Sessions citó las mismas razones de Rosenstein. El 11 de mayo, Trump dijo en una entrevista en video: «...independientemente de la recomendación, iba a despedir a Comey... de hecho, cuando decidí hacerlo, me dije a mí mismo, dije, ya sabes, esto de Rusia con Trump y Rusia es una historia inventada». Sin embargo, el 31 de mayo, Trump escribió en Twitter: «¡Nunca despedí a James Comey por Rusia!».

#### Abogado personal
En 2017, y en la primera mitad de 2018, Trump elogió en repetidas ocasiones a su abogado personal Michael Cohen como «un gran abogado», «una persona leal y maravillosa», «un buen hombre» y alguien a quien Trump «siempre le gustó" y «respetó ». En la segunda mitad de 2018, con Cohen testificando en diversas investigaciones federales, Trump atacó a Cohen como una «rata», «una persona débil y una persona no muy inteligente», y describió a Cohen como «una persona de relaciones públicas que hizo un pequeño trabajo legal, trabajo legal muy pequeño... él me representó muy poco».

#### Spygate
En mayo de 2018, Trump desarrolló y promovió la falsa teoría de la conspiración Spygate alegando que la administración Barack Obama había plantado un espía dentro de la campaña presidencial de Trump de 2016 para ayudar a Hillary Clinton a ganar las elecciones presidenciales de Estados Unidos en 2016.

#### Investigación del fiscal especial
En marzo de 2019, Trump afirmó que la investigación del fiscal especial es «ilegal»; anteriormente en junio de 2018, Trump había argumentado que «¡el nombramiento del fiscal especial es totalmente INCONSTITUCIONAL!» Sin embargo, en agosto de 2018, Dabney Friedrich, un juez designado por Trump en el Tribunal de Distrito del Distrito de Columbia, dictaminó que el nombramiento era constitucional, constitucionalidad que fue ratificada por un panel unánime de tres jueces de la Corte de Apelaciones del Circuito del D.C., en febrero de 2019.
El Informe Mueller afirmó que los miembros de la familia Trump, el personal de campaña, los partidarios republicanos, los funcionarios de la administración y sus asociados mintieron o hicieron afirmaciones falsas, con una pluralidad de mentiras por parte del propio Trump (principalmente mientras era presidente), intecionales o no, lanzadas al público, al Congreso o autoridades, según un análisis emitido por CNN.
También en marzo de 2019, luego de la publicación del resumen del fiscal general William Barr de los hallazgos de la investigación del abogado especial completada, Trump tuiteó: «Sin colusión, sin obstrucción, EXONERACIÓN completa y total». Sin embargo, Barr había citado al fiscal especial Mueller diciendo que «si bien este informe no concluye que el presidente cometió un delito, tampoco lo exonera» sobre si ha cometido una obstrucción a la justicia. Barr se negó a presentar una acusación de obstrucción de la justicia contra el Presidente. En testimonio ante el Congreso en mayo de 2019, Barr dijo que «no exoneraba» a Trump por obstrucción, ya que ese no era el papel del Departamento de Justicia.

#### Economía
Durante sus primeros 28 meses en el cargo, Trump caracterizó reiterada y falsamente la economía durante su presidencia como la mejor en la historia de Estados Unidos.
A partir de marzo de 2019, las falsedades más repetidas de Trump, cada una reiterada durante su presidencia más de 100 veces, fueron:
- que el déficit comercial estadounidense sería una «pérdida» para el país;
- que la Ley de Reducción de Impuestos y Empleos de 2017, aprobada durante su mandato, fue la mayor reducción de impuestos en la historia de Estados Unidos;
- que la economía estadounidense se fortaleció durante su administración;
- y que el muro de Trump ya se estaba construyendo.

Para agosto, había hecho este último anuncio al menos 190 veces. También ha hecho 100 afirmaciones falsas sobre el gasto de la OTAN, ya sea por parte de los EE. UU. como por otros miembros de la OTAN.
Trump afirmó durante la campaña que el PIB real de los EE. UU. podría crecer a una tasa de «5 o incluso 6» por ciento bajo su administración. Durante 2018, la economía creció a 2.9 %, la misma tasa que 2015 bajo el presidente Obama. Las proyecciones a más largo plazo, más allá de 2019, por la Oficina de Presupuesto del Congreso (CBO) y la Reserva Federal, eran de un crecimiento por debajo del 2 %. En su momento los asesores del presidente Obama explicaron los límites de crecimiento como debidos a la «baja productividad de los trabajadores y a la reducción de la oferta laboral, a medida que los baby boomers se jubilan».
Trump afirmó en octubre de 2017 que eliminaría la deuda federal durante ocho años, a pesar de que en ese momento era de 19.000 millones de dólares. Sin embargo, el déficit anual (adición de deuda) en 2018 fue de casi 800 000 millones de dólares, aproximadamente un 60 % más alto que el pronóstico de la CBO de 500 000 millones, cuando Trump asumió el cargo. El pronóstico de CBO de enero de 2019 para la adición de deuda 2018-2027 ahora es un 40 % más alta, de 13 000 millones de dólares en lugar de los 9 400 millones de cuando Trump asumió el cargo. Otras previsiones colocan la adición de la deuda durante una década en 16.000 millones, lo que lleva el total a alrededor de 35 000 millones. La relación deuda - PIB en 2028 sería del 89 % si las políticas de Obama hubieran continuado, pero la Oficina de Presupuesto del Congreso ahora estima esta cifra en un 107 %, suponiendo que los recortes de impuestos de Trump para las personas se extiendan más allá de 2025.
Trump afirmó en marzo de 2019 que los exportadores chinos estaban soportando la carga de sus aranceles. Sin embargo, los estudios indican que son los consumidores y compradores de importaciones quienes están asumiendo el costo, y que los aranceles son esencialmente un impuesto regresivo. Si bien Trump ha argumentado que los aranceles reducirían el déficit comercial, dicho déficit se expandió a un nivel récord en dólares en 2018.
Trump ha tratado de presentar sus políticas económicas como exitosas para alentar a las empresas a invertir en nuevas instalaciones y crear empleos. En este esfuerzo, en varias ocasiones se ha atribuido el crédito por inversiones comerciales que comenzaron en la época de Barack Obama, antes de convertirse en presidente.
La siguiente tabla ilustra algunas de las variables económicas clave en los últimos dos años de la Administración Obama (2015-2016), y los primeros dos años de la Administración Trump (2017-2018). Trump a menudo afirma que a la economía le está yendo mejor que cuando él fue elegido presidente.
| Variable                                         | 2015     | 2016     | 2017     | 2018     |
| ------------------------------------------------ | -------- | -------- | -------- | -------- |
| Presidente                                       | Obama    | Obama    | Trump    | Trump    |
| Crecimiento real del PIB                         | 2.9%     | 1,6 %    | 2,2 %    | 2.9 %    |
| Creación de empleo por mes (000s)                | 227      | 193      | 179      | 223      |
| Tasa de desempleo (diciembre)                    | 5.0 %    | 4.7 %    | 4.1 %    | 3.9 %    |
| Tasa de inflación (IPC-Todos, prom.)             | 0.1 %    | 1.3 %    | 2.1 %    | 2,4 %    |
| Ingreso medio real del hogar $                   | $ 59,901 | $ 61,779 | $ 62,626 | $ 63,179 |
| Crecimiento salarial real%                       | 2,2 %    | 1.3 %    | 0.4 %    | 0.6 %    |
| Tasa de hipoteca fija de 30 años (promedio)      | 3.9 %    | 3.7 %    | 4.0 %    | 4.5 %    |
| Incremento anual del mercado de valores (SP 500) | −0.7 %   | + 9.5 %  | + 19,4 % | −6,2 %   |
| Déficit presupuestario% PIB                      | 2,4 %    | 3,2 %    | 3.5 %    | 3.9 %    |
| Número de personas sin seguro (millones)         | 28,4     | 28,2     | 28,9     | 30,1     |
| Déficit comercial% PIB                           | 2,7 %    | 2,7 %    | 2.8 %    | 3,0 %    |

#### Política de separación familiar
El presidente Trump ha dicho repetida y falsamente que heredó la política de separación familiar que adelanta su administración de Obama, su predecesor. En noviembre de 2018, Trump dijo: «El presidente Obama separó a los niños de las familias, y todo lo que hice fue adoptar la misma ley, y luego suavicé la ley». En abril de 2019, Trump dijo: «El presidente Obama separó a los niños. Tenían separación infantil; yo fui quien lo cambió». En junio de 2019, Trump dijo: «El presidente Obama tenía una política de separación. Yo no la tuve. Reuní a las familias. Soy el que los juntó...Heredé la separación y cambié el plan». La afirmación de Trump es falsa porque el gobierno de Obama no tenía una política que separara sistemáticamente a las familias migrantes, mientras que la «tolerancia cero» no se instituyó hasta abril de 2018. Politifact citó a expertos en inmigración que dijeron que bajo la administración de Obama las familias fueron detenidas y liberadas juntas, y las separaciones rara vez ocurrían.

#### Artículo II y un poder ejecutivo ilimitado
En julio de 2019, durante un discurso dirigido a los jóvenes en la cumbre de acción estudiantil para adolescentes de Turning Point USA en Washington, The Washington Post informó que Trump, mientras criticaba la investigación de Mueller, afirmó falsamente que el Artículo II de la Constitución de los Estados Unidos asegura que «tengo que derecho a hacer lo que quiera como presidente». The Washington Post aclaró que «el Artículo II otorga al presidente “poder ejecutivo”. No indica que el presidente tenga poder total».

#### Huracán Dorian

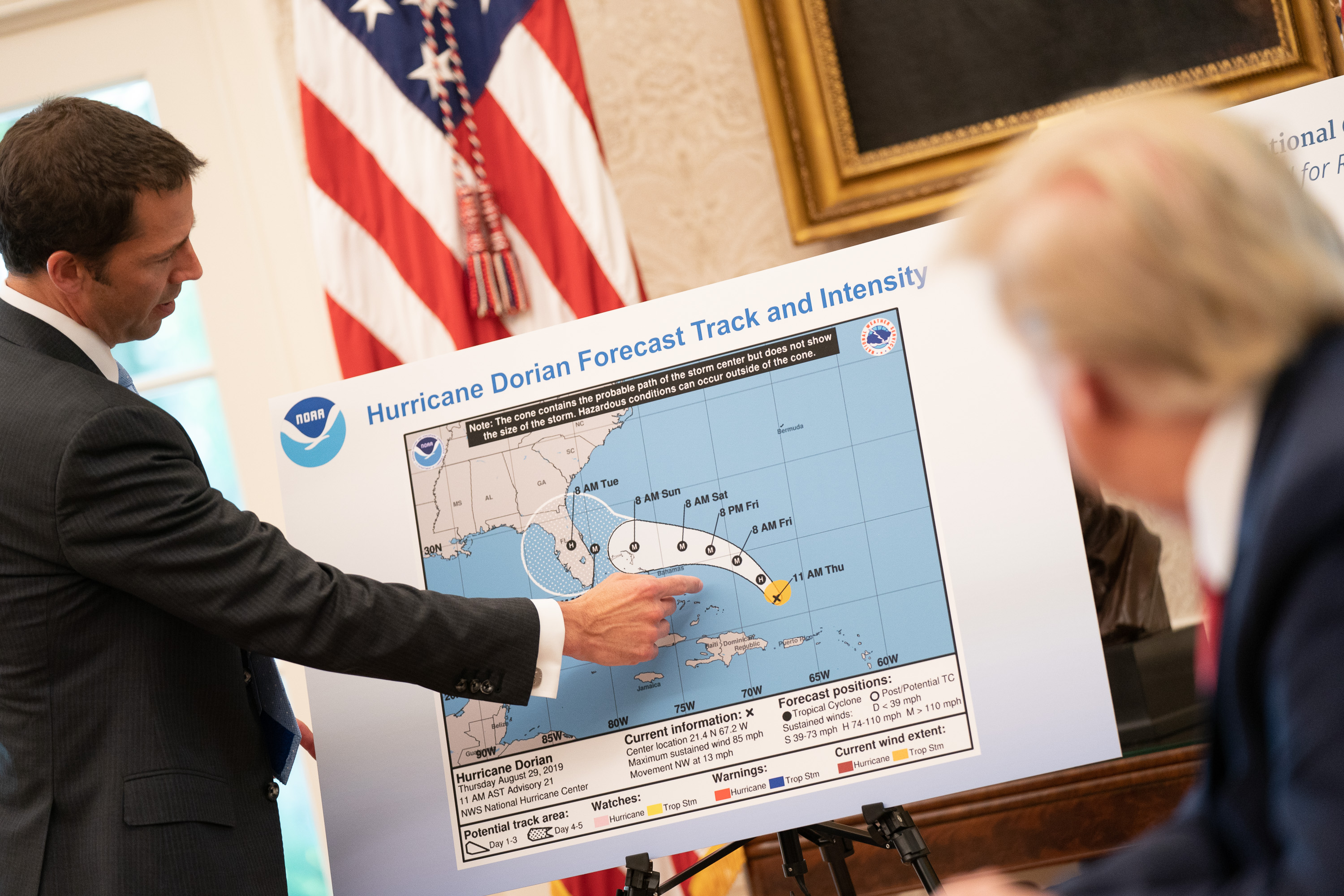
El presidente Trump recibe una actualización sobre el huracán Dorian el 29 de agosto de 2019. Este mapa fue alterado más tarde, para mostrar a Dorian impactando el estado de Alabama.

A medida que el huracán Dorian se acercaba a la costa atlántica a fines de agosto de 2019, Trump se presentó a sí mismo monitoreando de cerca la situación, tuiteando extensamente al respecto, ya que The New York Times informó que estaba «asumiendo el papel de meteorólogo en jefe». El 1 de septiembre, Trump tuiteó que Alabama, entre otros estados, «probablemente será golpeado (mucho) más fuerte de lo previsto» por Dorian. Para ese momento, ningún meteorólogo pronosticaba que Dorian afectaría a Alabama, y las ocho actualizaciones de pronósticos del Centro Nacional de Huracanes en las últimas 24 horas mostraron que Dorian, por el contrario, se alejaba de Alabama y avanzaba por la costa atlántica. La oficina del Servicio Meteorológico Nacional (NWS) de Birmingham, Alabama, contradijo a Trump veinte minutos después, tuiteando que Alabama «NO verá ningún impacto de Dorian». Después de que el periodista de ABC News acreditado ante la Casa Blanca, Jonathan Karl, informara sobre la corrección, Trump tuiteó que era «qué informe del huracán tan falso del reportero insignificante @jonkarl».
El 4 de septiembre en el Despacho Oval, Trump mostró una versión modificada de un diagrama del 29 de agosto emitido por el Centro Nacional de Huracanes de la trayectoria proyectada de Dorian. La modificación se realizó con un marcador negro, y extendía el cono de incertidumbre sobre el posible camino del huracán hacia el sur de Alabama. Modificar los pronósticos meteorológicos oficiales del gobierno es ilegal en los Estados Unidos. Más tarde, un funcionario de la Casa Blanca le dijo a The Washington Post que el mismo Trump había alterado el diagrama con un marcador Sharpie. Trump dijo que no sabía cómo se modificó el mapa y defendió sus afirmaciones, diciendo que tenía «un mapa mejor» con modelos que «en todos los casos [mostraban] que Alabama era golpeada». Más tarde, el 4 de septiembre, Trump tuiteó un mapa del Distrito de Administración del Agua del Sur de la Florida, con fecha del 28 de agosto que mostraba numerosos caminos proyectados de Dorian; Trump afirmó falsamente que «casi todos los modelos» mostraron a Dorian acercándose a Alabama. Una nota en el mapa indicaba que era «reemplazado» por el mapa publicado por el Centro Nacional de Huracanes, y que debía descartarse si existían discrepancias.
El 5 de septiembre, después de que el corresponsal de Fox News, John Roberts, informara sobre la historia en vivo desde la Casa Blanca, Trump lo convocó a la Oficina Oval. Roberts más tarde describió a Trump como «simplemente buscando el reconocimiento de que no estaba equivocado al decir que en algún momento, Alabama estaba en riesgo, incluso si la situación había cambiado para cuando emitió el tweet». Más tarde ese día, el asesor de seguridad nacional de Trump, Peter Brown, emitió un comunicado afirmando que a Trump se le había proporcionado un gráfico el 1 de septiembre, mostrando vientos con fuerza de tormenta tropical tocando la esquina sureste de Alabama; una fuente de la Casa Blanca le dijo a CNN que Trump había instruido personalmente a Brown para que emitiera esa declaración. 
El 6 de septiembre, bajo la dirección de Trump, el jefe de gabinete interino de la Casa Blanca, Mick Mulvaney, le dijo al secretario de Comercio, Wilbur Ross, que ordenara al administrador interino de la NOAA, Neil Jacobs, que arreglara la contradicción del Birmingham NWS, y Ross amenazó con despedir a los principales funcionarios de la NOAA si no lo hacía. Luego, la NOAA tuiteó una declaración de un portavoz no identificado que rechazó el tuit del NWS de Birmingham, afirmando que «la información proporcionada por la NOAA y el Centro Nacional de Huracanes al presidente Trump y al público en general demostró que los vientos con fuerza de tormenta tropical del huracán Dorian podrían afectar a Alabama». y agregó que el tuit de Birmingham «habló en términos absolutos que eran inconsistentes con las probabilidades de los mejores productos de pronóstico disponibles en ese momento». El presidente del sindicato de empleados del NWS respondió: «los empleados trabajadores del NWS no tuvieron nada que ver con el tweet totalmente repugnante y falso enviado por la gerencia de NOAA esta noche». Los exaltos ejecutivos de NOAA también fueron muy críticos. Esa noche, Trump tuiteó un vídeo de un pronóstico de huracán de CNN del miércoles, antes de su tuit del domingo, en el que el meteorólogo mencionaba que Alabama podría verse afectada por Dorian, con el video alterado para mostrar que la palabra «Alabama» se repite varias veces. El video terminaba con un logotipo de CNN saliendo de una carretera y estallando en llamas. Trump continuó insistiendo en que estaba en lo correcto hasta el 7 de septiembre, afirmando «los medios de noticias falsas estaban obsesionados» sobre el asunto, y el presidente tuiteó mapas de pronóstico de al menos dos días antes de su tuit original del domingo, todo lo cual fue llamado por los medios como el episodio «Sharpiegate». Numerosos comentaristas expresaron desconcierto por el hecho de que Trump prefiriera continuar insistiendo en que tenía razón, sobre algo que de otro modo podría haber pasado como un error relativamente menor.
El 9 de septiembre, el director del NWS, Louis Uccellini, dijo que el NWS de Birmingham no había tuiteado en respuesta al tuit de Trump, sino en respuesta a numerosas llamadas telefónicas y contactos en las redes sociales que su oficina había recibido, como consecuencia del tuit de Trump. «Solo más tarde, cuando los retuits y los comentarios de base política comenzaron a llegar a su oficina, se enteraron de las fuentes de esta información», dijo.

#### Encuentro con Irán
El 16 de septiembre de 2019, Trump tuiteó que «las noticias falsas» informaban incorrectamente que estaba dispuesto a reunirse con Irán sin condiciones previas. Trump había dicho en julio de 2018 y junio de 2019 que estaba dispuesto a reunirse con Irán sin condiciones previas, y el secretario de Estado Mike Pompeo y el secretario del Tesoro Steven Mnuchin confirmaron que esta era la posición de Trump, durante una conferencia de prensa de la Casa Blanca cinco días antes del tuit de Trump.

#### Pandemia de coronavirus

En las primeras etapas de la pandemia, los pronunciamientos de Trump «evolucionaron desde la permisividad casual hasta el reconocimiento renuente a la movilización belicosa».

Trump hizo varias declaraciones falsas, engañosas o inexactas relacionadas con la pandemia de coronavirus 2019-2020, como «... lo tenemos bajo control. Va a estar bien» (22 de enero de 2020), «Parece que por abril, ya sabes, en teoría, cuando se calienta un poco, desaparece milagrosamente» (10 de febrero), y «Cualquiera que quiera un examen puede hacerse un examen» (6 de marzo). Trump negó la responsabilidad de su Administración de la desintegración del Equipo de Respuesta a Pandemias de los Estados Unidos encabezado por el Contraalmirante R. Timothy Ziemer en 2018.
El 24 de febrero, Trump tuiteó: «El coronavirus está muy controlado en los Estados Unidos», y al día siguiente Trump dijo: «Creo que toda la situación comenzará a funcionar. Estamos muy cerca de una vacuna» cuando se sabía que ninguna estaba cerca de la producción. A fines de febrero, la Administración afirmó que la contención del brote era «casi hermética» y que el virus es tan mortal como la gripe estacional. El gobierno de Trump afirmó que el brote se «contuvo» a principios de marzo, a pesar de que el número de casos en los Estados Unidos siguió aumentando, independientemente de ser cuestionado públicamente.
Mientras estaba en Fox News, Trump contradijo la estimación de la Organización Mundial de la Salud (OMS) de que la tasa de mortalidad global por el coronavirus del SARS-2 era del 3,4 %, calificándolo como «un número falso» y dijo que su «presentimiento» era que la cifra real estaba «por debajo del 1 %». Trump también especuló que «miles o cientos de miles» de personas podrían haberse recuperado «por, ya sabes, sentados e incluso yendo a trabajar, algunos de ellos van a trabajar pero mejoran», contradiciendo los consejos médicos para retrasar la transmisión de enfermedades.
Después de semanas de minimizar el brote y burlarse de él, el 17 de marzo, Trump declaró: «Sentí que era una pandemia mucho antes de que se llamara pandemia».
Anthony Fauci, director del Instituto Nacional de Alergias y Enfermedades Infecciosas de Estados Unidos, explicó en una entrevista para la revista Science que antes de las conferencias de prensa sobre coronavirus, el grupo de trabajo presenta su consenso a Trump «y alguien escribe un discurso. Luego (Trump) se levanta e improvisa sobre su discurso». Fauci explicó que después, los grupos de trabajo le dicen que «tenga cuidado con esto y no diga eso», y agregó: «No puedo saltar frente al micrófono y empujarlo hacia abajo. OK, lo dijo. Intentemos corregirlo para la próxima vez». Trump hizo 33 afirmaciones falsas sobre la crisis del coronavirus en las primeras dos semanas de marzo, según un análisis de CNN.

#### Avances para los estadounidenses negros
En 2020, Trump afirmó varias veces que él o su administración habían «hecho más por la comunidad negra que cualquier presidente», en algunos casos en comparación con todos sus predecesores, y en otros casos con todos los presidentes «desde Abraham Lincoln» (quien abolió la esclavitud en los Estados Unidos). En cambio, historiadores prominentes señalaron a Lyndon B. Johnson como el presidente que hizo más por la comunidad negra desde Lincoln, por su Ley de Derechos Civiles de 1964 y su Ley de derecho de voto de 1965. Los propios logros de Trump fueron descartados como menores, mientras que Trump fue acusado de retórica racialmente divisiva y ataques a los derechos de voto.

#### Tuits de índice de aprobación del Partido Republicano
Después de que Trump asumió el cargo en 2017, tuiteó rutinariamente un índice de aprobación de entre 94 % y 98 % en el Partido Republicano sin citar una fuente. Trump tuiteó estos índices de aprobación casi semanalmente, con un porcentaje de alrededor del 96 %. Por ejemplo, un tuit del 16 de junio de 2020 de Trump dice «Índice de aprobación del 96 % en el Partido Republicano. ¡Gracias!». Otro tuit del 23 de agosto de 2019 dice «Calificación de aprobación del 94 % dentro del Partido Republicano. ¡Gracias!». Se encontró que el índice de aprobación de Trump en el Partido Republicano fue de alrededor del 88 % en una encuesta de Fox News, 90 % en una encuesta de Gallup y 79 % en una encuesta de AP-NORC, pero no hay evidencia que respalde sus tuits de los índices de aprobación de alrededor de 96 %. El Pew Research Center ha informado de un índice de aprobación promedio del 87 % entre los republicanos.

#### Voto por correo
El presidente Trump hizo repetidamente afirmaciones falsas, engañosas o infundadas en su crítica a la votación por correo en los Estados Unidos. Esto incluyó afirmaciones de que otros países imprimirían «millones de papeletas por correo», afirmaciones de que «80 millones de papeletas no solicitadas» se estaban enviando a estadounidenses y afirmaciones de que el proceso de elección presidencial de Nevada fue «100 % manipulado». Otro reclamo del 26 de mayo de 2020 fue alegando fraude electoral masivo. En aquella ocasión, Trump dijo en Twitter:

NO HAY MANERA (¡CERO!) De que las Boletas por Correo sean algo menos que sustancialmente fraudulentas. Se robarán los buzones de correo, se falsificarán las boletas e incluso se imprimirán ilegalmente y se firmarán de manera fraudulenta. El gobernador de California está enviando boletas a millones de personas, cualquier persona que viva en el estado, sin importar quiénes son o cómo llegaron allí, obtendrá una. Después, los profesionales le dirán a todas estas personas, muchas de las cuales nunca antes habían pensado en votar, cómo y por quién votar. Esta será una elección amañada. ¡De ninguna manera!

En septiembre de 2020, el director del FBI Christopher A. Wray, testificó bajo juramento que el FBI «no había visto, históricamente, ningún tipo de esfuerzo coordinado de fraude electoral nacional en una elección importante, ya sea por correo o de otro modo».

#### Elecciones de 2020
El 4 de noviembre de 2020, Trump pronunció un discurso dentro de la Casa Blanca afirmando falsamente que ya había ganado las elecciones presidenciales de 2020. Hizo numerosas declaraciones falsas y engañosas para apoyar su creencia de que el conteo de votos debería detenerse y que debería ser confirmado como ganador. Después de que Joe Biden fuera declarado ganador de las elecciones, Trump afirmó repetida y falsamente que Biden había ganado mediante fraude electoral en su contra. Repitió y tuiteó afirmaciones falsas y engañosas sobre el recuento de votos, Dominion Voting Systems, observadores electorales, supuestas irregularidades en la votación y más. En los dos meses durante el período de transición a la administración Biden, según un informe de HuffPost, Trump dijo que la elección fue manipulada (hizo esta afirmación 68 veces), robada (35 veces), determinada por votos fraudulentos o contados incorrectamente (250 veces) y afectada por el mal funcionamiento de las máquinas de votación (45 veces).

#### Sobre el asalto al Capitolio
En una entrevista telefónica con Fox News el 25 de marzo de 2021, Trump dijo con relación al Asalto al Capitolio de los Estados Unidos de 2021 que:
«Fue una amenaza cero. Desde el principio, fue una amenaza cero... Algunos de ellos entraron, y están abrazando y besando a la policía y a los guardias, ¿sabes? Tenían excelentes relaciones. Se indicó a mucha gente que entrara, y luego entraron y se marcharon».

## Pospresidencia
El verificador de hechos de CNN, Daniel Dale, informó que hasta el 9 de junio de 2021, Trump había emitido 132 declaraciones escritas desde que dejó el cargo, de las cuales «un tercio incluía mentiras sobre las elecciones», más que de cualquier otro tema.

## Impacto en la opinión pública
Una encuesta de Gallup de junio de 2019 encontró que el 34 % de los adultos estadounidenses pensaba que Trump «es honesto y digno de confianza».
Una encuesta de la Kaiser Family Foundation de marzo de 2020 estimó que el 19 % de los demócratas y el 88 % de los republicanos confiaban en Trump para proporcionar información confiable sobre COVID-19.